# فلاديمير باشكوف
فلاديمير باشكوف هو مسؤول روسي ورئيس وزراء جمهورية دونيتسك الشعبية (واحدة من الدولتين الروسيتين غير المعترفتين بهما في أوكرانيا الشرقية). علاوة على ذلك، هو مدير ZAO Vneshtorgservis - شركة كانت تسيطر على الصناعات في جمهوريتي دونيتسك الشعيبة جمهورية لوغانسك الشعبية. في عام ٢٠١٨م، فرضت الولايات المتحدة عقوبات عليه، و في فبراير في عام ٢٠٢٠، قال متحدث باسم الرئيس الروسي فلاديمير بوتين أن فلاديمير باشكوف لا يمثل الحكومة الروسية.
في الماضي، كان فلاديمير باشكوف نائب الحاكم لولاية إيركوتسك، ولكن بعد الضم الروسي للقرم، استقال وهاجر إلى القرم.